# جيوسيب تارتيني
جيوسيب تارتيني (بالإيطالية: Giuseppe Tartini) ‏(8 أبريل 1692 - 26 فبراير 1770)، هو ملحن موسيقى وعازف كمان إيطالي، وجد في عصر الباروك. بدأ دراسته في مجال الموسيقى وهو في سن السادسة والعشرين، من أشهر أعماله سوناتا عنوانها هزة الشيطان، وتقول الأسطورة أن تارتيني استلهم هذه المعزوفة عندما كان نائماً ويحلم بالشيطان وهو يَعزف بالكمان عند قدميه.

## روابط خارجية
- جيوسيب تارتيني على موقع الموسوعة البريطانية (الإنجليزية)
- جيوسيب تارتيني على موقع ميوزك برينز (الإنجليزية)
- جيوسيب تارتيني على موقع إن إن دي بي (الإنجليزية)
- جيوسيب تارتيني على موقع أول ميوزيك (الإنجليزية)
- جيوسيب تارتيني على موقع ديسكوغز (الإنجليزية)